# Robbi
Robbi (izvirno v angleščini Robbie) je kratka znanstvenofantastična zgodba ruskega pisatelja Isaaca Asimova.
Zgodba je izšla septembra 1940 v reviji Super Science Stories. Nekoliko prirejeno verzijo je Asimov vključil v zbirke zgodb Jaz, robot (1950), Popolni robot (1982) in Vizije robotike (1990).  »Robbie« je bil prvi robot s pozitronskimi možgani in je bil uporabljen kot varuška. 

## Vsebina
Ta zgodba govori o nestrpnosti do drugačnih.
Deklica Gloria se je rada igrala s svojim robotom Robbijem. Družini Weston je kot varuška služil že nekaj let. Glorija se je družila predvsem z njim in se za druge otroke sploh ni zmenila. Med svojim delovanjem se nikoli ni pokvaril, vendar pa ga je gospa Westonova želela odstraniti. Menila je, da je druženje izključno z robotom s pozitronskimi možgani neprimerno za  razvoj otroka. Prav tako se je v tem času začel širiti odpor do robotov in vrstile so se prepovedi za njihovo uporabo. Ves teden je prepričevala svojega moža naj ga vrne v tovarno, ker se ji že vsi sosedje smejijo in ne dovolijo obisk njihovih otrok pri njuni hčerki. Gospod Weston je naposled pristal na ženino zahtevo ter robota vrnil v podjetju U.S. Robots Co. Hčerki Gloriji so namesto robota kupili kužka, s katerim se je nekaj minut igrala in ugotovila, da ni robota. Starša sta si ji zlagala in Gloria je hudo zbolela. Odpeljali so jo v New York. Cel mesec so se zabavali, vendar je Glorija povsod iskala Ribbija. Gospod Weston je organiziral ogled tovarne robotov. Natančno si je ogledala slehernega robota in ga primerjala s svojim. Nenadoma je stekla in padla po tleh. Pred bližajočim se viličarjem sta jo poskušala rešiti oče, zatem pa še neki robot. Izkazalo se je, da je bil robot, ki je Glorio rešil, Robbie. Pripovedovalka dr. Susan Calvin na koncu pove še, da se je vse to zgodilo takrat že davnega leta 1998 ter da se je Robbi ponovno lahko igral z Glorio.